# Scottsboro, Alabama
Scottsboro är en stad (city) i Jackson County, i delstaten Alabama, USA. Enligt United States Census Bureau har staden en folkmängd på 14 796 invånare (2011) och en landarea på 131 km². Scottsboro är administrativ huvudort (county seat) i Jackson County.

## Kända personer från Scottsboro
- Robert E. Jones, politiker